# La Robla
La Robla (La Robra, en asturleonés) es un municipio y lugar español de la provincia de León, en la comunidad autónoma de Castilla y León. Se encuentra a 26 km de la capital provincial y cuenta con una población de 3605 habitantes (INE 2024).
Además de la capital, el municipio incluye otras 9 localidades rurales: Alcedo de Alba, Brugos de Fenar, Candanedo de Fenar, Llanos de Alba, Olleros de Alba, Puente de Alba, Rabanal de Fenar, Solana de Fenar y Sorribos de Alba.

## Toponimia y símbolos
Su nombre no procede, como pudiera pensarse en un principio, de los robledales que rodean su término.
El nombre de La Robla se piensa que deriva del asturleonés Robla (firma) con que aún se conoce y solemniza en mercados y ferias leonesas el cierre o perfección de un pacto o contrato sobre ganados. De ser cierta esta tradición y no hay nada que lo contradiga, La Robla, procedería del roborare latino, que tantas manifestaciones ha dejado como institución jurídica en documentaciones medievales. La actual población de La Robla se asienta en el paraje en el que de antiguo cerraban sus tratos sobre aprovechamiento de los pastos del término los pastores y ganaderos venidos de otras regiones.
El Escudo heráldico de La Robla, que tradicionalmente no había existido, se crea en la década de los cincuenta. El primer cuartel presenta a dos aldeanos dándose la mano en señal de trato, símbolo de la conrobla.
El segundo y el tercero llevan una espiga y un racimo de uvas. El cuarto es un roble, probablemente también uno de los orígenes del nombre de Robla.
El escudo está también en el centro de la bandera roblana de color verde.

## Geografía

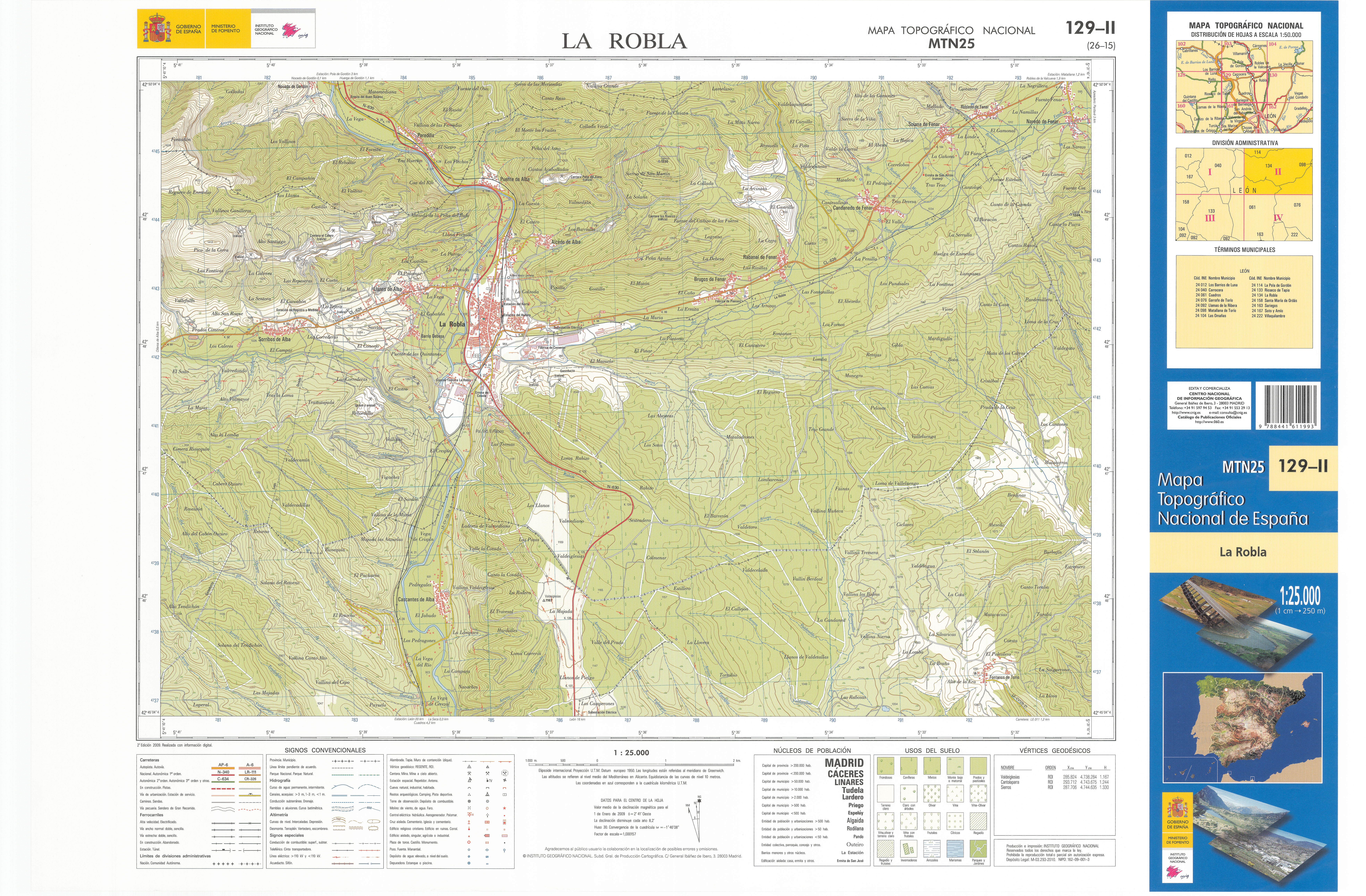
Fragmento de la hoja 129 del Mapa Topográfico Nacional de España de 2009 en el que se representa La Robla

Integrado en la comarca de Concejo de Alba, se sitúa a 25 kilómetros de León. El término municipal está atravesado por la carretera nacional N-630, entre los pK 118 y 125, y por la carretera autonómica CL-626, que permite la comunicación con Boñar y la autopista A-66, además de por una carretera local que se dirige a Cuadros.  
El relieve del municipio está definido por la Montaña Central leonesa y el valle del río Bernesga. La altitud oscila entre los 1620 metros al noroeste, cerca de las Peñas de Fontañón, y los 890 metros a orillas del río Bernesga. La capital municipal se alza a 955 metros sobre el nivel del mar. 
| Noroeste: La Pola de Gordón | Norte: La Pola de Gordón        | Nordeste: Matallana de Torío                |
| Oeste: Carrocera            |                                 | Este: Matallana de Torío y Garrafe de Torío |
| Suroeste: Cuadros           | Sur: Cuadros y Garrafe de Torío | Sureste: Garrafe de Torío                   |

### Clima
La Robla tiene un clima Csb (templado con verano seco y templado) según la clasificación climática de Köppen.
| Parámetros climáticos promedio de La Robla en el periodo 1969-2003 | Parámetros climáticos promedio de La Robla en el periodo 1969-2003 | Parámetros climáticos promedio de La Robla en el periodo 1969-2003 | Parámetros climáticos promedio de La Robla en el periodo 1969-2003 | Parámetros climáticos promedio de La Robla en el periodo 1969-2003 | Parámetros climáticos promedio de La Robla en el periodo 1969-2003 | Parámetros climáticos promedio de La Robla en el periodo 1969-2003 | Parámetros climáticos promedio de La Robla en el periodo 1969-2003 | Parámetros climáticos promedio de La Robla en el periodo 1969-2003 | Parámetros climáticos promedio de La Robla en el periodo 1969-2003 | Parámetros climáticos promedio de La Robla en el periodo 1969-2003 | Parámetros climáticos promedio de La Robla en el periodo 1969-2003 | Parámetros climáticos promedio de La Robla en el periodo 1969-2003 | Parámetros climáticos promedio de La Robla en el periodo 1969-2003 |
| Mes | Ene.                                                               | Feb.                                                               | Mar.                                                               | Abr.                                                               | May.                                                               | Jun.                                                               | Jul.                                                               | Ago.                                                               | Sep.                                                               | Oct.                                                               | Nov.                                                               | Dic.                                                               | Anual                                                              |
| --- | ------------------------------------------------------------------ | ------------------------------------------------------------------ | ------------------------------------------------------------------ | ------------------------------------------------------------------ | ------------------------------------------------------------------ | ------------------------------------------------------------------ | ------------------------------------------------------------------ | ------------------------------------------------------------------ | ------------------------------------------------------------------ | ------------------------------------------------------------------ | ------------------------------------------------------------------ | ------------------------------------------------------------------ | ------------------------------------------------------------------ |
| Temp. media (°C) | 2.6                                                                | 3.9                                                                | 6.3                                                                | 7.9                                                                | 11.1                                                               | 15.3                                                               | 18.4                                                               | 18.2                                                               | 14.9                                                               | 10.2                                                               | 6.1                                                                | 3.6                                                                | 9.9                                                                |
| Precipitación total (mm) | 103.3                                                              | 72.0                                                               | 55.8                                                               | 62.5                                                               | 73.9                                                               | 41.1                                                               | 27.6                                                               | 23.7                                                               | 49.2                                                               | 78.5                                                               | 79.8                                                               | 107.2                                                              | 774.7                                                              |
| Fuente: Ministerio de Agricultura, Alimentación y Medio Ambiente. Datos de precipitación para el periodo 1969-2003 y de temperatura para el periodo 1969-2003 en La Robla 3 de octubre de 2012 |                                                                    |                                                                    |                                                                    |                                                                    |                                                                    |                                                                    |                                                                    |                                                                    |                                                                    |                                                                    |                                                                    |                                                                    |                                                                    |

## Historia
Siguiendo al historiador español Juan José Sánchez Badiola, pueden señalarse algunos aspectos fundamentales de la historia local, como la cueva paleolítica de Alcedo, los abundantes castros y el yacimiento romano de Fenar. En la Edad Media, fue fundamental el castillo de Alba, que detuvo el avance de Almanzor, en torno al que se organizó el correspondiente territorio, convertido más tarde en concejo. El valle de Fenar recibió fueros de Fernando I en 1042, organizándose como otro concejo. Ambos se unieron en el ayuntamiento de La Robla a principios del siglo XIX, excepto las localidades de La Seca de Alba, Valsemana de Alba y Cascantes de Alba, que pasaron a Cuadros, y las de Naredo y Robledo de Fenar, que pasaron a Matallana de Torío en 1945. La economía del municipio recibió un importante impulso con la construcción del Ferrocarril de La Robla, que enlazaba la localidad con Bilbao, a finales del s. XIX. Este impulso trajo consigo la ubicación también en La Robla de la central térmica de La Robla, una de las tres que posee la provincia de León. Muchos de estos hitos, arqueológicos e históricos aun están en una fase de investigación y de estudio, debido a la escasez de recursos, pero están incluidos dentro del Catálogo del Inventario Arqueológico de la Diputación de León, bajo de la denominación de Bienes de Interés Cultural o Zonas de Protección Arqueológica, además ha de sumarse el gran potencial de la comarca en Patrimonio Industrial.
Perteneció al antiguo Concejo de Alba.

## Demografía
Cuenta con una población de 3605 habitantes (INE 2024).
| Gráfica de evolución demográfica de La Robla entre 1842 y 2021                                                        |
| |
| Población de derecho según los censos de población del INE. Población de hecho según los censos de población del INE. |

Distribución de la población
| Entidad de Población | Coordenadas                               | Pob. (2022) | Mapa |
| --- | ----------------------------------------- | ----------- | --- |
| La Robla | 42°48′05″N 5°37′42″O / 42.80139, -5.62833 | 2607        | \| La Robla Alcedo de Alba Brugos de Fenar Candanedo de Fenar Llanos de Alba Olleros de Alba Puente de Alba Rabanal de Fenar Solana de Fenar Sorribos de Alba \| |
| Alcedo de Alba | 42°48′44″N 5°37′10″O / 42.81222, -5.61944 | 138         | \| La Robla Alcedo de Alba Brugos de Fenar Candanedo de Fenar Llanos de Alba Olleros de Alba Puente de Alba Rabanal de Fenar Solana de Fenar Sorribos de Alba \| |
| Brugos de Fenar | 42°48′21″N 5°35′18″O / 42.80583, -5.58833 | 118         | \| La Robla Alcedo de Alba Brugos de Fenar Candanedo de Fenar Llanos de Alba Olleros de Alba Puente de Alba Rabanal de Fenar Solana de Fenar Sorribos de Alba \| |
| Candanedo de Fenar | 42°29′01″N 5°33′33″O / 42.48361, -5.55917 | 145         | \| La Robla Alcedo de Alba Brugos de Fenar Candanedo de Fenar Llanos de Alba Olleros de Alba Puente de Alba Rabanal de Fenar Solana de Fenar Sorribos de Alba \| |
| Llanos de Alba | 42°48′20″N 5°38′33″O / 42.80556, -5.64250 | 387         | \| La Robla Alcedo de Alba Brugos de Fenar Candanedo de Fenar Llanos de Alba Olleros de Alba Puente de Alba Rabanal de Fenar Solana de Fenar Sorribos de Alba \| |
| Olleros de Alba | 42°48′03″N 5°41′55″O / 42.80083, -5.69861 | 44          | \| La Robla Alcedo de Alba Brugos de Fenar Candanedo de Fenar Llanos de Alba Olleros de Alba Puente de Alba Rabanal de Fenar Solana de Fenar Sorribos de Alba \| |
| Puente de Alba | 42°49′12″N 5°37′46″O / 42.82000, -5.62944 | 30          | \| La Robla Alcedo de Alba Brugos de Fenar Candanedo de Fenar Llanos de Alba Olleros de Alba Puente de Alba Rabanal de Fenar Solana de Fenar Sorribos de Alba \| |
| Rabanal de Fenar | 42°48′33″N 5°34′34″O / 42.80917, -5.57611 | 70          | \| La Robla Alcedo de Alba Brugos de Fenar Candanedo de Fenar Llanos de Alba Olleros de Alba Puente de Alba Rabanal de Fenar Solana de Fenar Sorribos de Alba \| |
| Solana de Fenar | 42°49′36″N 5°32′52″O / 42.82667, -5.54778 | 61          | \| La Robla Alcedo de Alba Brugos de Fenar Candanedo de Fenar Llanos de Alba Olleros de Alba Puente de Alba Rabanal de Fenar Solana de Fenar Sorribos de Alba \| |
| Sorribos de Alba | 42°48′02″N 5°40′08″O / 42.80056, -5.66889 | 54          | \| La Robla Alcedo de Alba Brugos de Fenar Candanedo de Fenar Llanos de Alba Olleros de Alba Puente de Alba Rabanal de Fenar Solana de Fenar Sorribos de Alba \| |
| Total |                                           | 3654        | \| La Robla Alcedo de Alba Brugos de Fenar Candanedo de Fenar Llanos de Alba Olleros de Alba Puente de Alba Rabanal de Fenar Solana de Fenar Sorribos de Alba \| |
| Fuente: INE, 2022 y Google Earth |                                           |             | \| La Robla Alcedo de Alba Brugos de Fenar Candanedo de Fenar Llanos de Alba Olleros de Alba Puente de Alba Rabanal de Fenar Solana de Fenar Sorribos de Alba \| |
| La Robla Alcedo de Alba Brugos de Fenar Candanedo de Fenar Llanos de Alba Olleros de Alba Puente de Alba Rabanal de Fenar Solana de Fenar Sorribos de Alba |                                           |             | |

## Economía

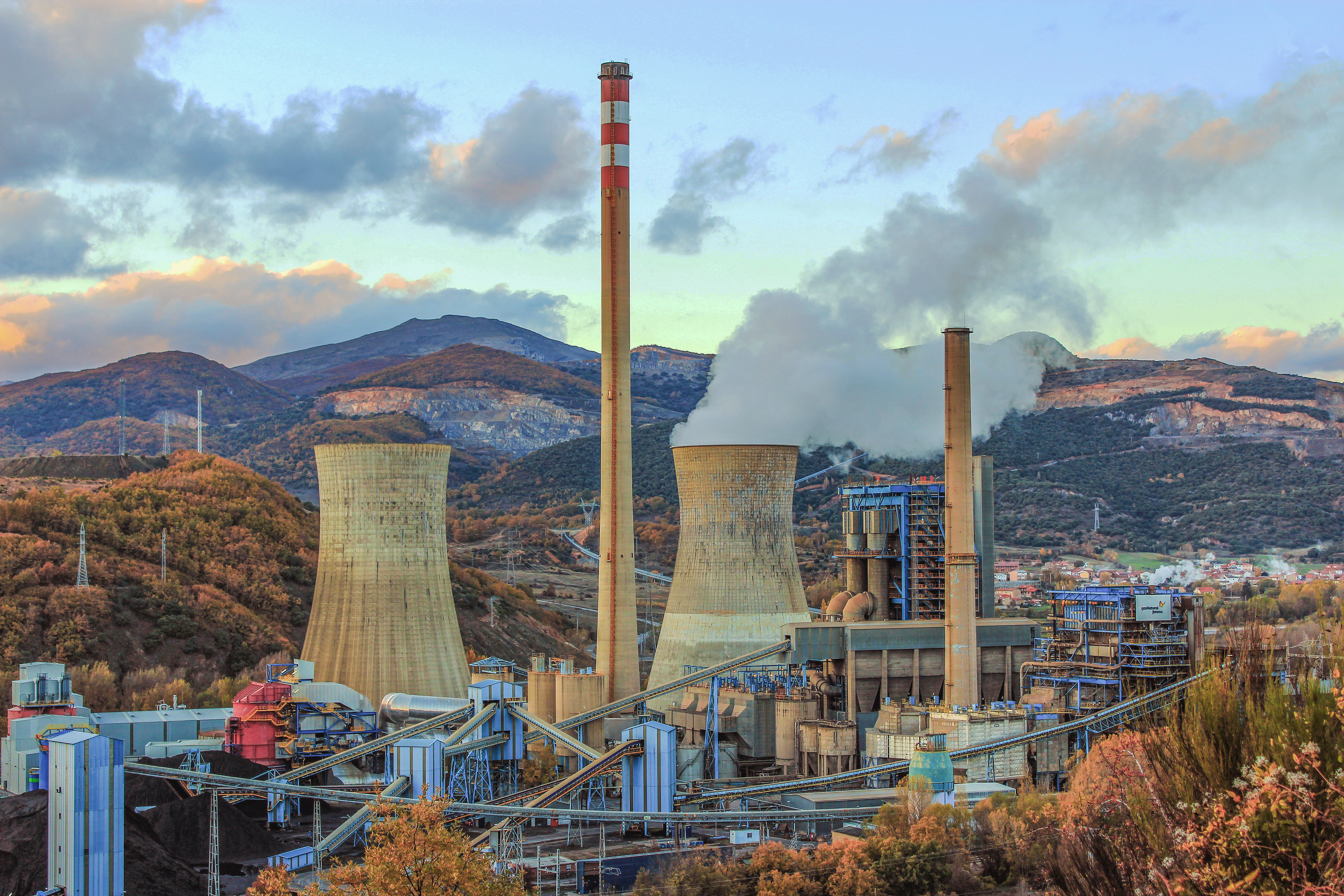
Central térmica de La Robla

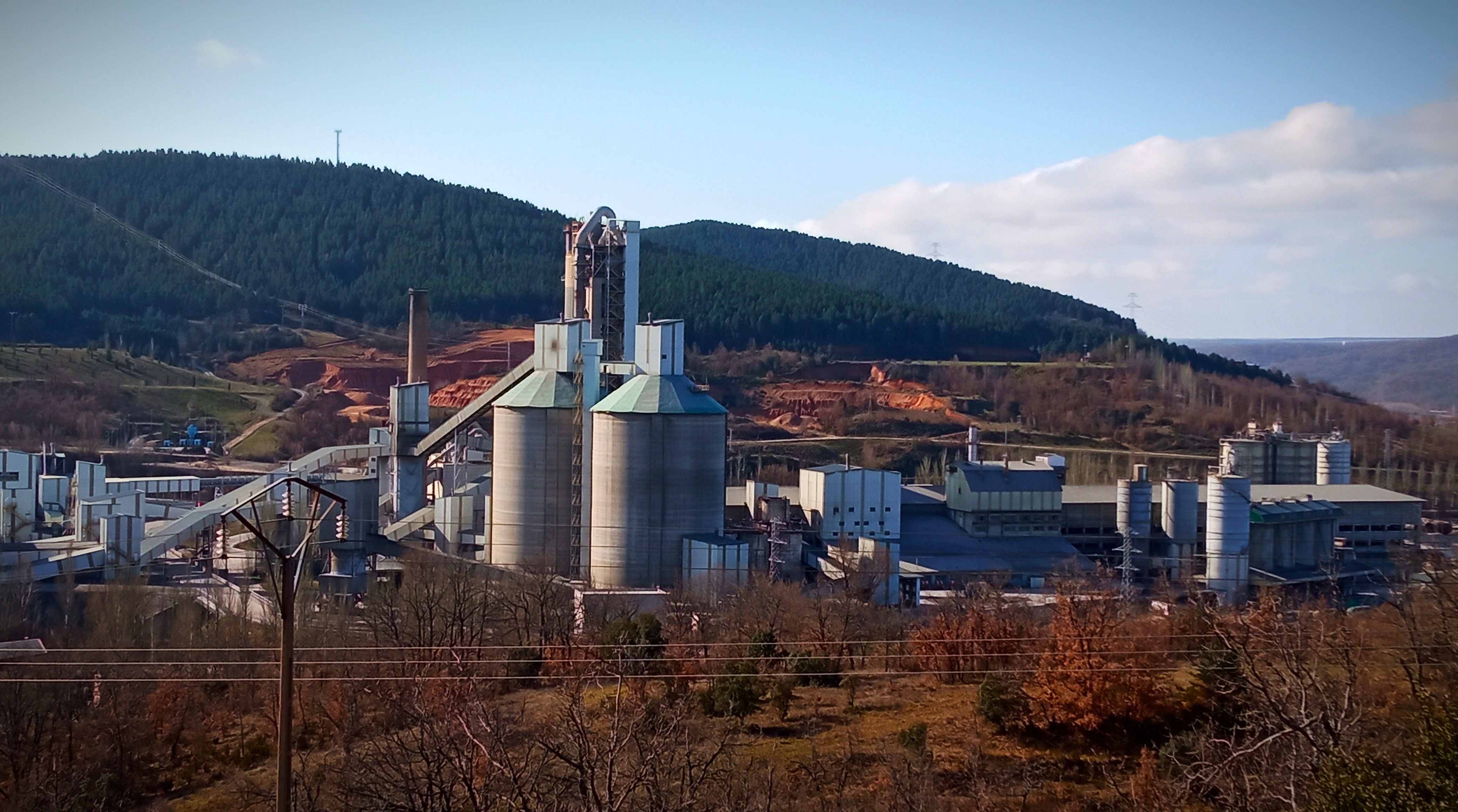
fotografía de la cementera tomada desde el norte en marzo de 2021

El lugar estratégico que ocupa y las excelentes comunicaciones tanto por carretera como por ferrocarril hacían de este municipio uno de los principales polos industriales de la región. En él tenía importante presencia la S. A. Hullera Vasco Leonesa, que mantenía en esta localidad su lavadero y parque de almacenamiento de carbones, además de oficinas y otras instalaciones, gestionando a través de su Fundación la Escuela de Formación Profesional Virgen del Buen Suceso. La disolución de la sociedad en 2019, terminó con la economía basada en el carbón.
Especial relevancia tiene la fábrica de cemento, que fue construida por la Hullera Vasco Leonesa a principios de los años sesenta y adquirida, mediante la compra de la Sociedad Cementos La Robla S.A. (que utilizaba la marca comercial Cemento EL ROBLE), por la Sociedad Anónima Tudela Veguín, ahora Cementos Tudela Veguín S.A., en la última mitad de la década de los sesenta. En 2002 se inició el proyecto de una nueva fábrica, que incorporó los últimos adelantos en materias medioambiental y energética y que, inaugurada en noviembre de 2004, es en la actualidad, la más moderna de Europa.
También se encontraba en la localidad la Central térmica de La Robla, propiedad de Unión Fenosa, instalación termoeléctrica de ciclo convencional alimentada con carbón, situada junto al río Bernesga, cuyas aguas aprovecha para refrigerarse, constando de dos grupos térmicos de 284,2 y 370,7 MW., comenzando a funcionar el primero de ellos en 1971 y el segundo en 1984. Cerrada en 2020, se ha procedido al desmantelamiento de la misma.
En La Robla tiene origen la línea de vía estrecha más larga de Europa Occidental, con 335 km, comprendida entre esta localidad leonesa y Bilbao (Vizcaya), el llamado Ferrocarril de La Robla o Tren del Hullero. Su tramo principal, entre La Robla y Valmaseda, fue inaugurado el 11 de agosto de 1894. Su objetivo principal era acercar la importante producción de carbón de las cuencas mineras leonesa y palentina a su consumo en la industria siderúrgica de Vizcaya, pero, a diferencia de otros trenes mineros, tuvo un importante uso para el transporte de pasajeros. Tras su decadencia y desuso, su recorrido para pasajeros fue reactivado en 2003 desde León a Bilbao. Todavía es utilizado para el transporte de carbón desde La Robla hasta la Central Térmica de Velilla del Río Carrión en la provincia de Palencia.
El polígono industrial de La Robla consta de 340 000 m². Actualmente se está ejecutando una ampliación de 110 000 m², y está previsto que cuando finalice esta, comience otra de 400 000 m² en el Paraje Crispín para facilitar el asentamiento de nuevas empresas. En estos momentos el número aproximado de parcelas existentes en el Polígono es de 50; estando vendidas el 85 % de las mismas, y encontrándose en explotación un 85 % de ellas. Destaca en dicho polígono industrial la planta de fundición de piezas para la industria de producción de energía eólica, propiedad de la empresa Endaki Tecnocast. Esta planta, con una superficie construida superior a los 21 000 metros cuadrados y un terreno total circundante de 75 000 metros, comenzó su actividad en el municipio roblano en 2010.
El cierre de su industria minera y de la central térmica, explican la debacle demográfica y crisis económica del municipio.

## Política

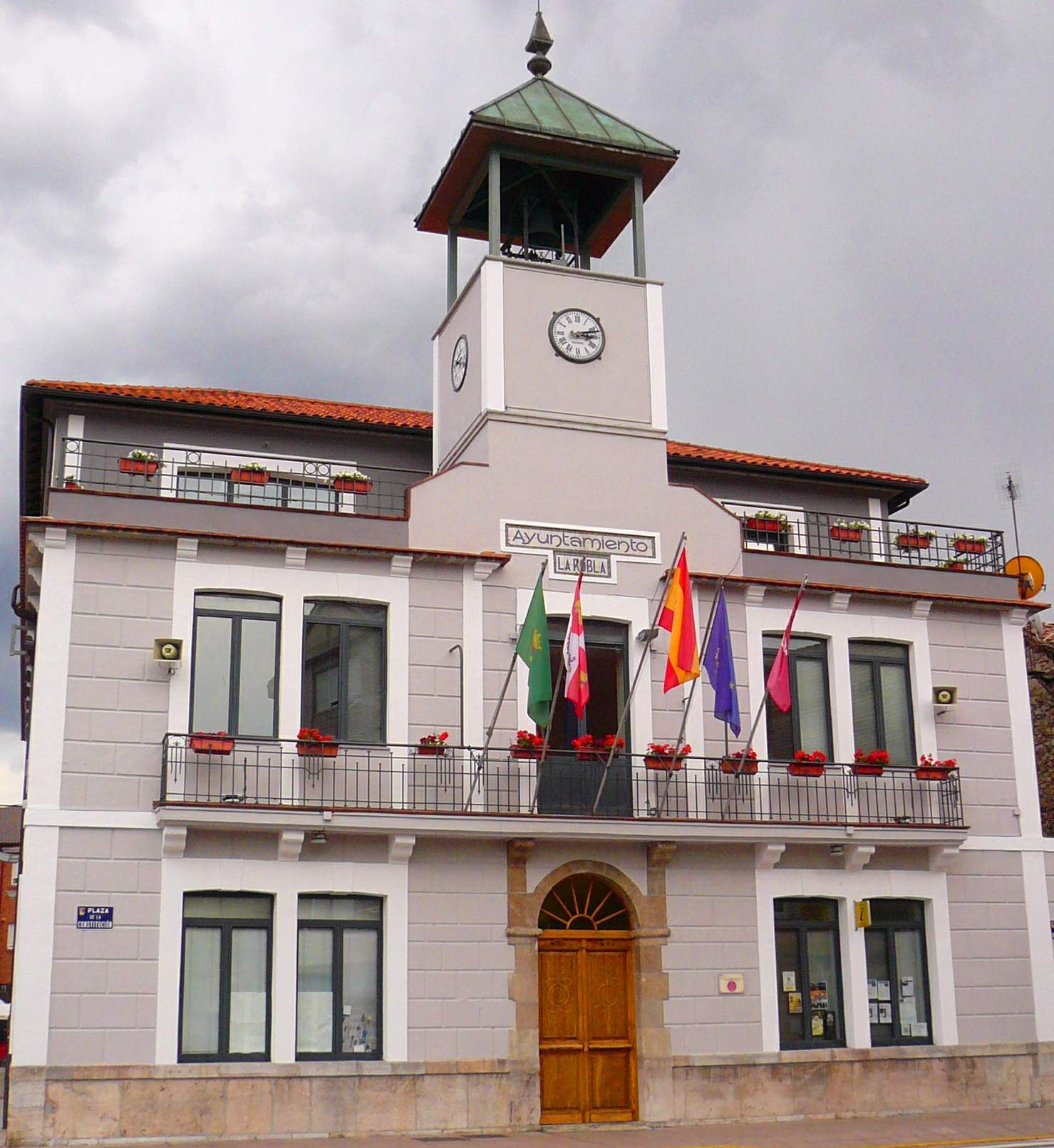
Casa consistorial

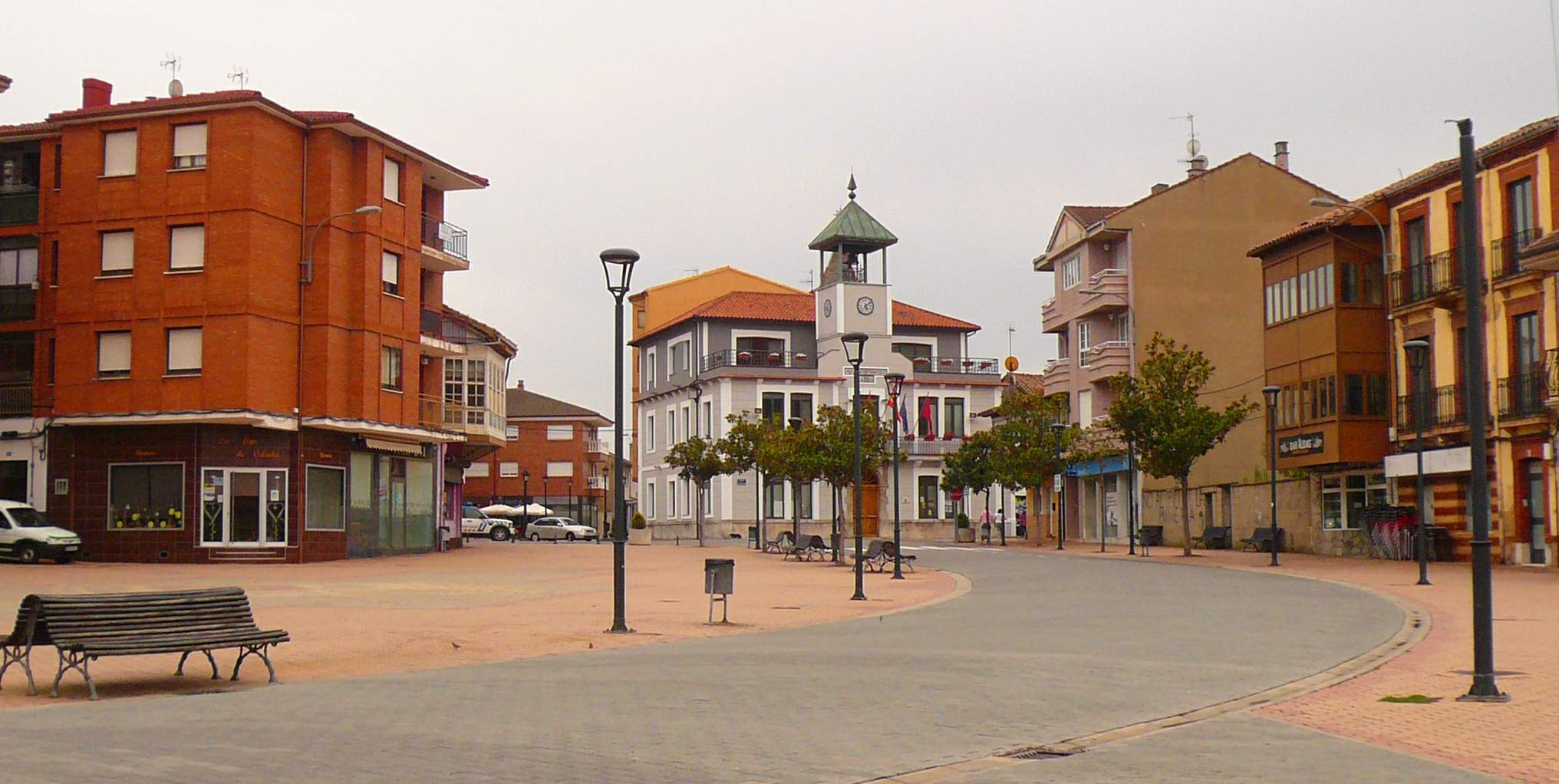
Plaza de la Constitución

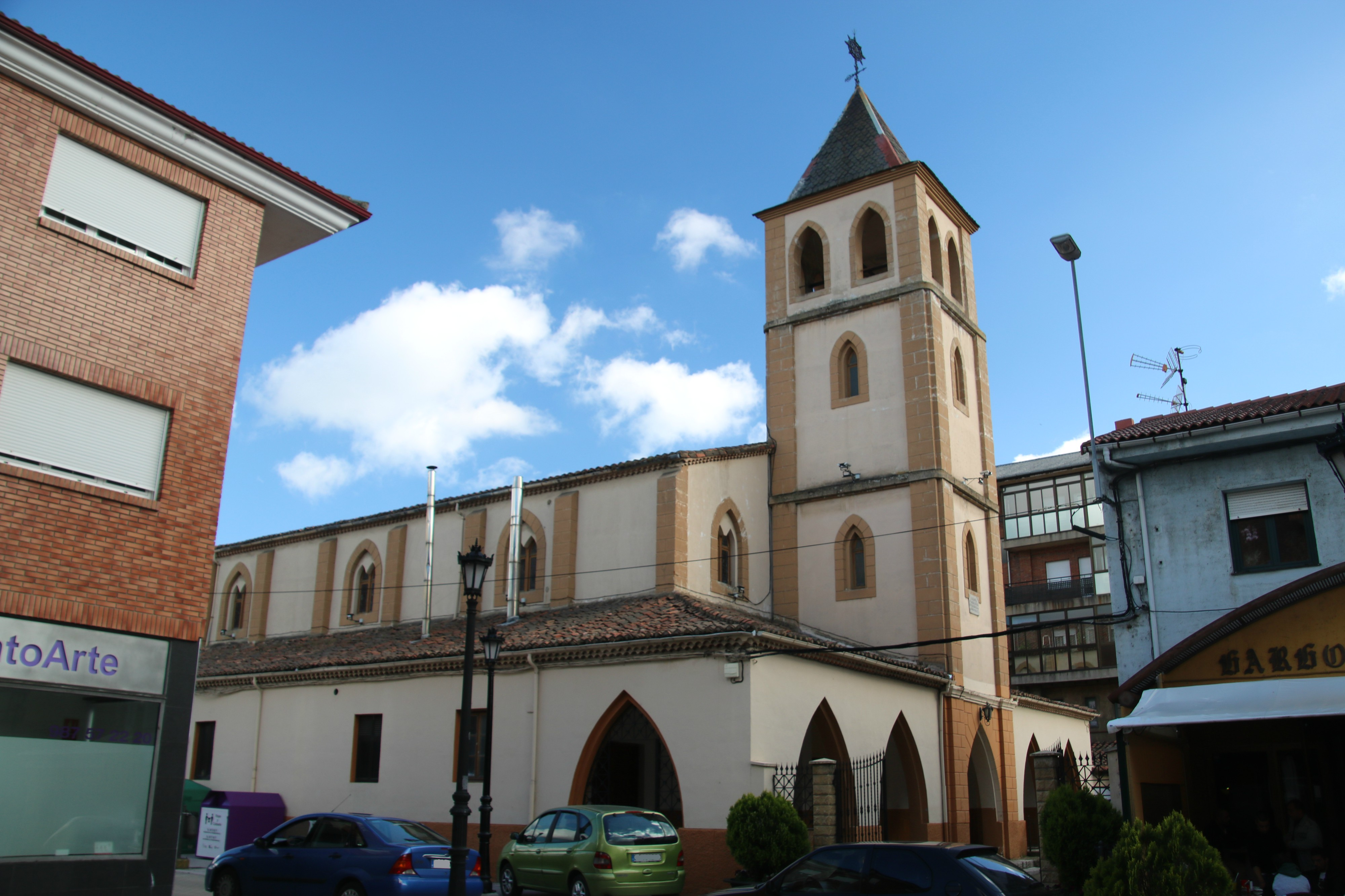
Iglesia parroquial de San Roque

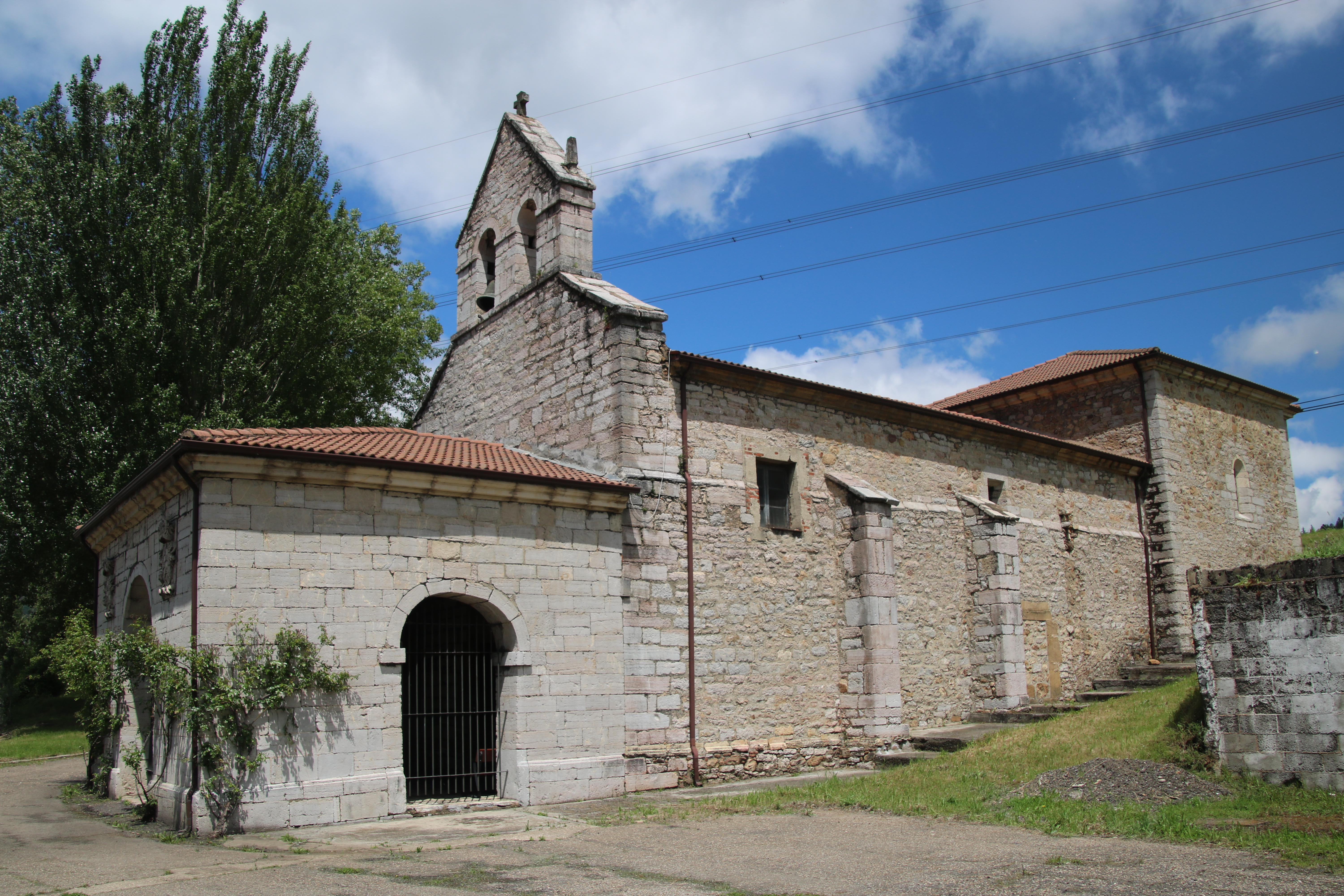
Ermita de Celada

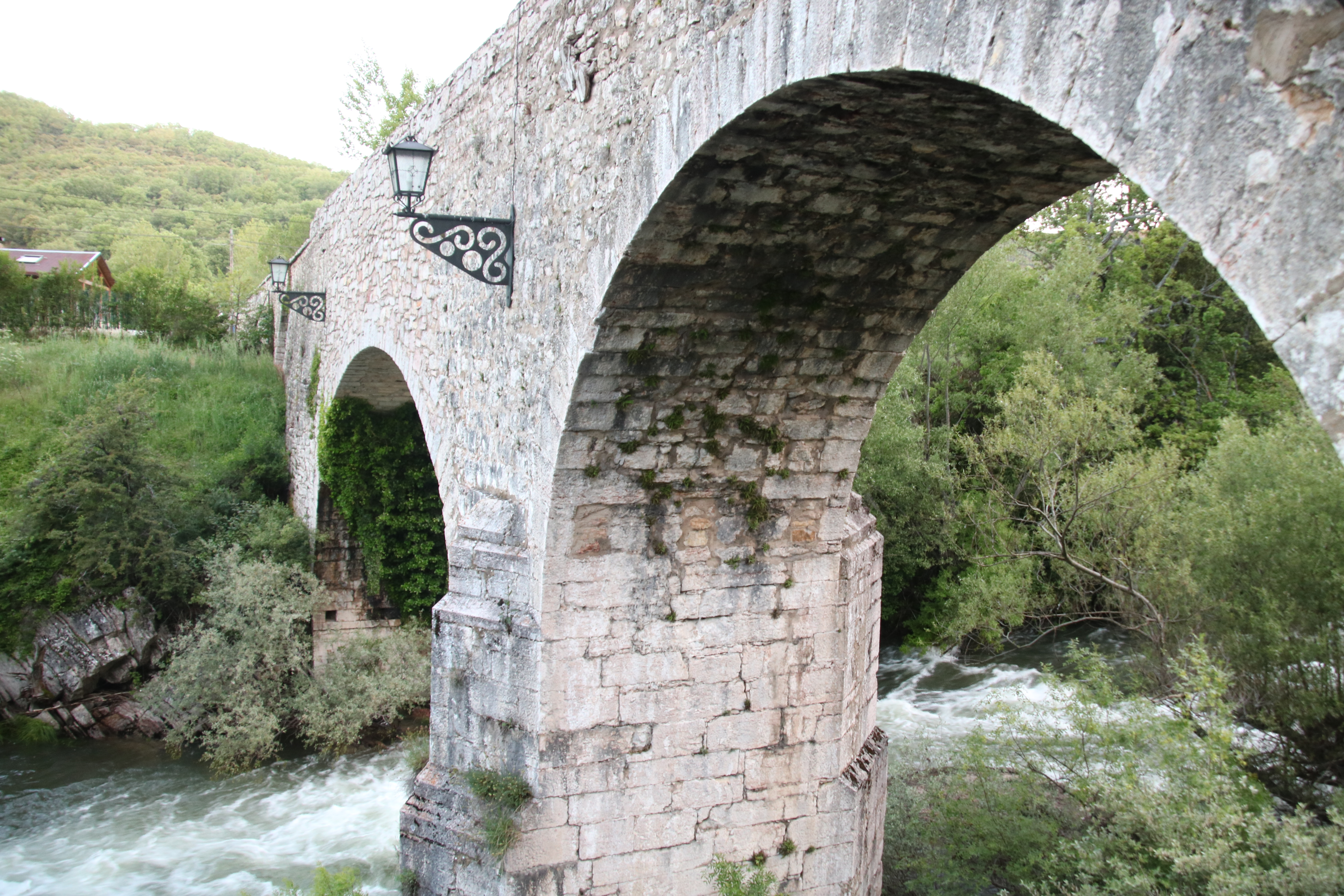
Acueducto de El Encañao

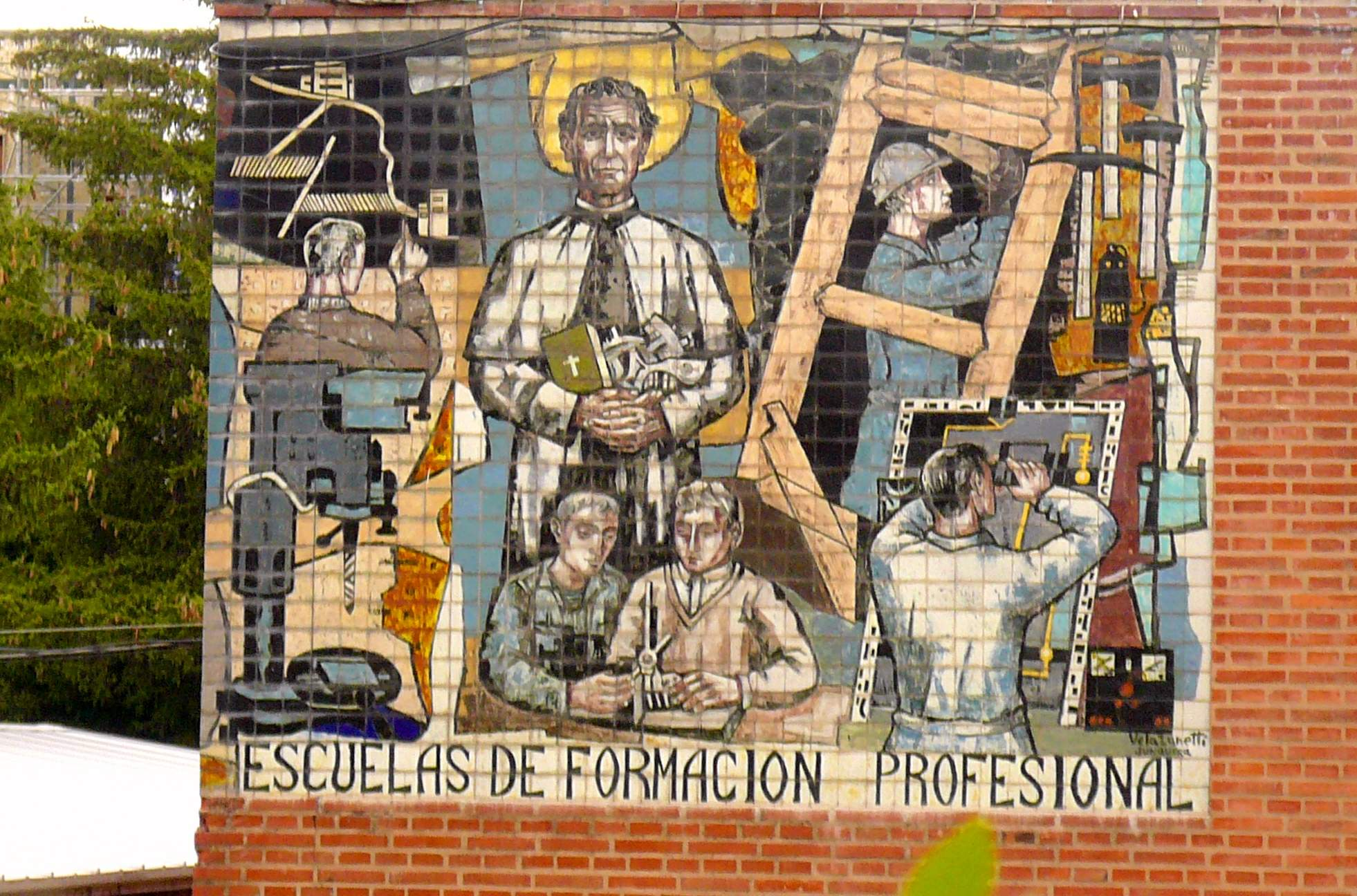
Mural cerámico de Vela Zanetti en el CIFP Virgen del Buen Suceso

| Partido político                         | 2023            | 2023  | 2023       |
| Partido político                         | Número de votos | %     | Concejales |
| Partido Socialista Obrero Español (PSOE) | 1091            | 50,62 | 6          |
| Unión del Pueblo Leonés (UPL)            | 377             | 17,51 | 2          |
| Vox                                      | 324             | 15,04 | 2          |
| IU-PODEMOS                               | 243             | 11,28 | 1          |
| Partido Popular (PP)                     | 90              | 4,18  | 0          |

## Cultura

### Patrimonio
- Ermita de Celada: el santuario es un pulcro y sencillo edificio románico de mampostería, obra seguramente de los siglos XIII y XIV, que consta de presbiterio de planta cuadrada cubierto por una bóveda de crucería y una nave rectangular de bóveda de cañón, cuyos fajones están correspondidos en el exterior por sendos contrafuertes.

En el interior se encuentra un hermoso retablo herreriano, en el que se representan La Encarnación, El nacimiento de San Juan, La Visitación, La Adoración, La Presentación, La Flagelación, La Resurrección y El Juicio. La parte central está ocupada por la Virgen de Celada. A ambos lados del retablo se sitúan las tallas con las armas de los Quiñones.
La imagen de la Virgen es románica, y cuenta la leyenda que tras la derrota musulmana en Covadonga, mientras las huestes moras se retiraban en el año 722, al pasar por donde se encuentra la ermita, el capitán del ejército cristiano, se escondió e hizo una celada en el camino para atacar por sorpresa al enemigo. En donde tuvo lugar tal hazaña se encuentra la ermita, erigida para honrar a la Virgen que se apareció para ayudar a los caballeros Cristianos.
- Ruinas del Castillo de Alba. Construido por Alfonso III de Asturias en el siglo IX, probablemente sobre un asentamiento romano. En el año 997 resistió el asedio de las tropas de Almanzor, al igual que los castillos de Luna, Gordón y Arbolio, controlando todos ellos los valles por los que transcurrían las rutas que permitían el acceso a Asturias. Actualmente sólo quedan las ruinas de la construcción y los restos de sus líneas de fortificación, habiendo sido objeto de excavaciones arqueológicas realizadas a partir de 2001 a instancias de la empresa cementera Tudela Veguín, S.A., titular de la cantera de caliza situada en sus inmediaciones.
- Acueducto de El Encañao, obra del siglo XVIII, y que según algunos autores, ocupa el lugar que en su día ocupó un acueducto de factura romana. Restaurado en 2002 por la Junta Vecinal de La Robla, incorporando una placa conmemorativa de la mención que de la obra hizo en su diario Melchor Gaspar de Jovellanos el 16 de abril de 1795, impresionado por la magnitud de la construcción para la época.
- Restos del Frente Norte de la Guerra Civil: situados en diversos lugares de las montañas que dominan el valle de La Robla por su vertiente Norte. En el pico Fontañán se aprecian parapetos, trincheras en zig-zag, un búnker antiaéreo y una casamata de hormigón con troneras para ametralladoras y fusilería, que en su día fueron defendidas por la 2.ª Compañía del 249.º Batallón Pola de Gordón del Ejército del Norte republicano (Tercer Cuerpo), hasta septiembre de 1937, cuando se vieron obligados a abandonar la fortificación ante la ofensiva generalizada sobre Asturias del bando nacional. Hay galerías practicadas en la montaña para comunicar distintos lugares de la línea de frente. Igualmente, en las inmediaciones de Puente de Alba, se localizan dos cuevas excavadas y trincheras.
- Obra de Vela Zanetti. Mural y cerámica del artista en el colegio de formación profesional Virgen del Buen Suceso. Con una pintura colorista y de trazos fuertes donde se reflejan escenas da la vida de la Comarca.

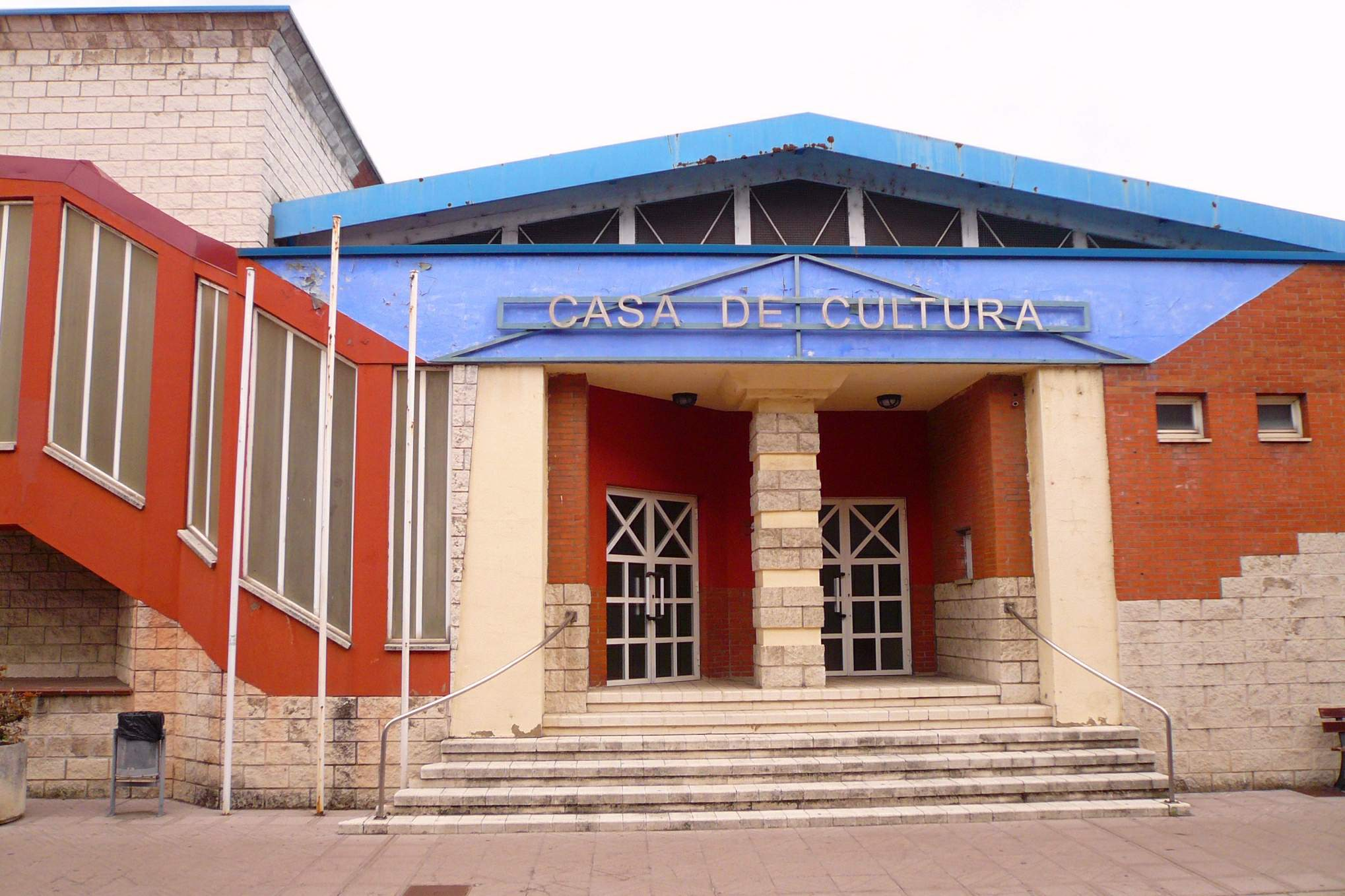
Casa de Cultura de La Robla

### Festividades y eventos
- Fiesta en honor de la Virgen de Celada (Nuestra Señora de las Nieves), se celebra en agosto.
- Fiesta del Corpus Christi.
- Concentración Motera Caimanes, se celebra a principios de septiembre.

## Ciudades hermanadas
La localidad de La Robla participa en la iniciativa de hermanamiento de ciudades promovida, entre otras instituciones, por la Unión Europea. A partir de esta iniciativa se han establecido lazos con la siguiente localidad:
|                    | País    | Localidad  |
| Bandera de Francia | Francia | Buxerolles |
| ------------------ | ------- | ---------- |